# Wahab Riaz
Wahab Riaz (Lahore, 28 de junho de 1985) é um jogador profissional de críquete do Paquistão. Ele é um arremessador canhoto e defende a seleção nacional de seu país.
Wahab Riaz, atualmente defende o Chittagong Kings.